# Sin suck naturen skickar
Sin suck naturen skickar är en psalm med text skriven av Balthasar Münter och översattes till svenska av Samuel Ödmann.

## Publicerad i
- 1819 års psalmbok som nr 397 under rubriken "Med avseende på särskilda personer, tider och omständigheter: Årets tider och jordens fruktbarhet: Tacksägelse efter regn".[1]